# Gianfrancesco I Pallavicino

Stemma dei Pallavicino

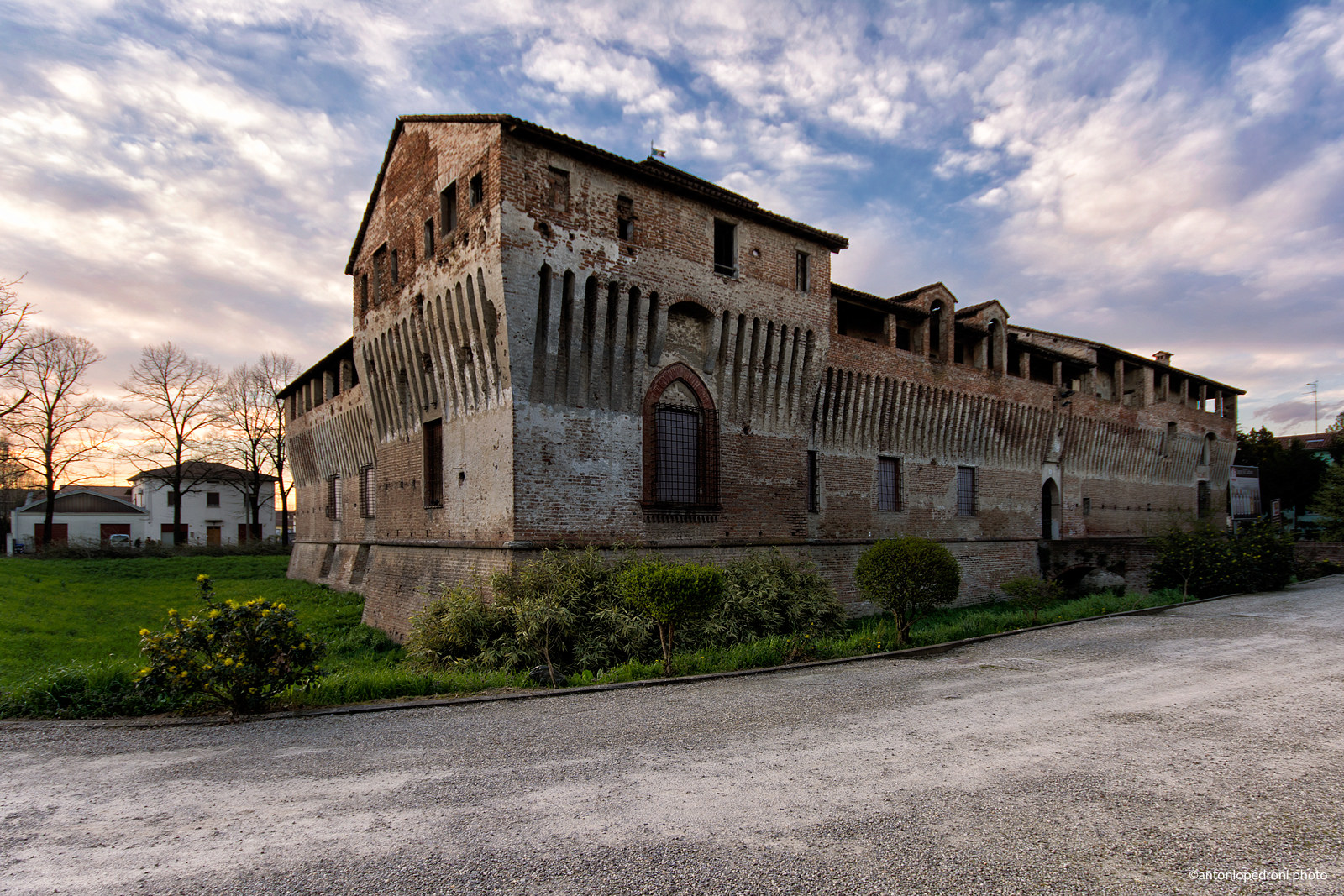
Roccabianca: Rocca dei Rossi

Gianfrancesco I Pallavicino (... – Cremona, 1497) è stato un condottiero italiano, primo marchese di Zibello.

## Biografia
Era figlio di Rolando Pallavicino detto "il Magnifico" e di Caterina Scotti di Agazzano.
Dopo la morte del padre nel 1457 ricevette le terre di Zibello e di Solignano ed ebbe la conferma nel possesso dagli Sforza. Fu al servizio dei duchi di Milano ricoprendo nel 1476 la carica di cameriere ducale e nel 1481 quella di consigliere ducale. Ingrandì i propri territori ed entrò in conflitto con Pier Maria II de' Rossi, conte di San Secondo che non intendeva assoggettarsi a Gianfrancesco. Fu podestà di Parma e nel 1481 ricevette dagli Sforza anche i feudi di Tizzano, Varano de' Melegari, Ruviano e Montesalso. Fedelissimo di Ludovico il Moro, ebbe da questi nel 1483 il feudo di Roccabianca, sottratto ai Rossi di Parma.
Morì nel 1497.

## Discendenza
Gianfrancesco sposò Giacoma Brondolini ed ebbero dieci figli:
- Gaspero (?-1518)
- Bianca, monaca
- Federico (?-1502), secondo marchese di Zibello
- Antonio
- Donnino
- Bernardino (?-1526), marchese di Zibello col fratello Rolando
- Polidoro (?-1527)
- Rolando (?-1529), marchese di Zibello col fratello Bernardino
- Clemenza, monaca
- Caterina, nel 1489 sposò il marchese Diofebo Lupi di Soragna[1]